# Real Gone
Real Gone är ett album av Tom Waits, utgivet 2004.

## Låtlista
Låtarna skrivna av Tom Waits och Kathleen Brennan.
1. "Top of the Hill" - 4:55
2. "Hoist That Rag" - 4:22
3. "Sins of My Father" - 10:38
4. "Shake It" - 3:53
5. "Don't Go Into That Barn" - 5:24
6. "How's It Gonna End" - 4:52
7. "Metropolitan Glide" - 4:16
8. "Dead and Lovely" - 5:41
9. "Circus" - 3:58
10. "Trampled Rose" - 4:00
11. "Green Grass" - 3:15
12. "Baby Gonna Leave Me" - 4:30
13. "Clang Boom Steam" - 0:48
14. "Make It Rain" - 3:40
15. "Day After Tomorrow" - 6:54